# Fliegerhorst Wormditt

i7
i11
i13
Der Fliegerhorst Wormditt war ein Fliegerhorst der Luftwaffe der Wehrmacht zirka drei Kilometer nordwestlich  von Orneta/Wormditt im damaligen Ostpreußen und der heutigen polnischen Woiwodschaft Ermland-Masuren. Der Flugplatz, polnisch Lotnisko Orneta, wurde im Kalten Krieg von den Luftstreitkräften der Sowjetunion genutzt. Nach dem Abzug der Sowjettruppen wurde der Flugplatz geschlossen.

## Geschichte

### Deutsche Zeit
Der Fliegerhorst wurde 1940 neu angelegt. Die Start- und Landebahn hatte einen Grasuntergrund. Als erste fliegende Einheit war hier, im Juni 1941, die II./KG 77 stationiert, die von hier aus am Deutsch-Sowjetischen Krieg teilnahm. Auch waren hier von 1939 bis 1945 verschiedene Flugzeugführerschulen und das Flieger-Ausbildungs-Regiment 33 untergebracht.
Die folgende Tabelle zeigt eine Auflistung aller fliegender aktiver Einheiten (ohne Schul- und Ergänzungsverbände) der Luftwaffe die hier zwischen 1941 und 1945 stationiert waren.
| Von         | Bis            | Einheit                                                                          | Ausrüstung                                                                              |
| ----------- | -------------- | -------------------------------------------------------------------------------- | --------------------------------------------------------------------------------------- |
| Juni 1941   | Juni 1941      | II./KG 77 (II. Gruppe des Kampfgeschwaders 77)                                   | Junkers Ju 88A                                                                          |
| April 1942  | April 1942     | KGr. z. b. V. 600 (Kampfgruppe zur besonderen Verwendung 600 (Transportflieger)) | Junkers Ju 52/3m                                                                        |
| April 1942  | April 1942     | KGr. z. b. V. 700                                                                | Junkers Ju 52/3m                                                                        |
| April 1942  | April 1942     | KGr. z. b. V. 800                                                                | Junkers Ju 52/3m                                                                        |
| Juli 1943   | März 1944      | III./KG 77                                                                       | Junkers Ju 88A-4                                                                        |
| Mai 1944    | Juni 1944      | III./KG 40                                                                       | Focke-Wulf Fw 200C-8                                                                    |
| Juni 1944   | September 1944 | NSGr. 1 (Nachtschlachtgruppe 1)                                                  | Heinkel He 46, Arado Ar 66, Gotha Go 145, Focke-Wulf Fw 58, Junkers W 34, Junkers Ju 87 |
| August 1944 | September 1944 | 4.(F)/Aufkl.Gr. 14 (4. Staffel der Fernaufklärungsgruppe 14)                     | Junkers Ju 188F-1                                                                       |
| August 1944 | Oktober 1944   | Stab, I., III./NJG 5 (Stab, I. und III. Gruppe des Nachtjagdgeschwaders 5)       | Messerschmitt Bf 110G-4                                                                 |
| Januar 1945 | Januar 1945    | II./SG 1 (II. Gruppe des Schlachtgeschwaders 1)                                  |                                                                                         |

### Polnische Zeit
Am 2. Februar 1945 besetzten sowjetische Truppen das Gelände des Fliegerhorstes. Seit 1945 heißt der Ort Orneta und gehört zur polnischen Woiwodschaft Ermland-Masuren. Die sowjetischen Luftstreitkräfte nutzten den Flugplatz bis Anfang der 1990er Jahre. Seitdem ist das Gelände verwaist.